# محمد دادكان
محمد حسين دادكان، من مواليد العاصمة الإيرانية طهران بتاريخ 2 فبراير 1953م، وهو لاعب كرة قدم إيراني سابق، لعب مع نادي بوتان ونادي برسبوليس الإيرانيتين، مثل منتخب بلاده من عام 1978م لعام 1982م، وأصبح رئيساً لاتحاد الجمهورية الإسلامية الإيرانية لكرة القدم من شهر أبريل 2002م إلى شهر أبريل 2006م.